# Вулиця Литвина
Ву́лиця Ю́рія Литвина́ — вулиця житлового району Новий Калуш міста Калуша, яка виконує роль об'їзної стосовно головної транспортної артерії Нового Калуша вулиці Хмельницького та відмежовує 56-й мікрорайон від садибної забудови північної окраїни Калуша.

## Розташування
Пролягає від перехрестя вулиць Січових Стрільців і Василя Стуса до вулиці Богдана Хмельницького. Зліва прилягає вулиця Молодіжна, справа — Мостиська.

## Історія
Одну з вулиць житлової забудови району Новий Калуш, що тоді комуністична влада назвала вулицею 40-річчя Жовтня, паралельно з будівництвом новобудов поступово продовжували, поки вона не сягнула до вулиці Хмельницького. Далі її поділили на три частини, дальню частину назвали вулицею Капусти. Тодішня назва прославляла не городній овоч і не американські долари, а прізвище вбитого повстанцями енкаведиста. Рішенням першого демократичного скликання міської ради 21.08.1990 перейменована на честь Юрія Литвина.

## Сьогодення
Сучасна забудова зведена в 70-х-80-х роках XX сторіччя.
25 жовтня 2023 року на фасаді ДЮСШ «Сокіл» відкрили меморіальну дошку загиблому на російсько-українській війні Герою Роману Каві.